# Brian Asamoah
Brian Asamoah II (geboren am 29. März 2000) ist ein US-amerikanischer American-Football-Spieler auf der Position des Linebackers. Er spielte College Football für die University of Oklahoma und wurde im NFL Draft 2022 in der dritten Runde von den Minnesota Vikings ausgewählt. Seit 2025 steht Asamoah bei den Tennessee Titans unter Vertrag.

## Frühe Jahre und College
Asamoahs Familie wanderte im Jahr 2000 aus der ghanaischen Hauptstadt Accra in die Vereinigten Staaten ein. Im Alter von 10 Jahren lebte Asamoah ein Jahr lang in Ghana. Er wuchs in Columbus, Ohio, auf und spielte dort an der St. Francis De Sales High School Football als Linebacker und als Runningback.
Ab 2018 ging Asamoah auf die University of Oklahoma und spielte College Football für die Oklahoma Sooners. Nach einem Redshirtjahr kam er 2019 in 13 Spielen als Ergänzungsspieler zum Einsatz. In den folgenden beiden Jahren war er Stammspieler und erzielte jeweils die meisten Tackles in seinem Team. Nach der Saison 2021 meldete Asamoah sich für den NFL Draft an. Er bestritt 37 Spiele für die Oklahoma Sooners, davon 19 als Starter.

## NFL
Asamoah wurde im NFL Draft 2022 in der dritten Runde an 66. Stelle von den Minnesota Vikings ausgewählt. Er spielte als Rookie zunächst vorwiegend in den Special Teams, erst am fünften Spieltag sah Asamoah erstmals Einsatzzeit in der Defense, in der er zum Saisonende hin häufiger eingesetzt wurde. Am 16. Spieltag konnte er beim Sieg gegen die New York Giants einen Fumble verursachen und erobern. Durch die Entlassung von Eric Kendricks nach der Saison sollte Asamoah für sein zweites NFL-Jahr in die Stammformation der Defense aufrücken. Allerdings verlor er seine Position als Stammspieler in der Saisonvorbereitung an Rookie Ivan Pace Jr., der daraufhin mehr Spielzeit erhielt. Asamoah kaum daraufhin 2023 kaum zum Einsatz und spielte lediglich 36 Snaps in der Defense. In der darauffolgenden Saison 2024 stand Asamoah zwar in jedem Spiel auf dem Feld, mit nur 34 Snaps wurde seine Rolle in der Defense der Vikings nicht größer und beschränkte sich in erster Linie auf den Einsatz in den Special Teams; immerhin beendete er die Saison als zweitbester Special Teamer hinter Trent Sherfield. Während der Saisonvorbereitung 2025 wurde Asamoah am 12. August von den Vikings entlassen, tags darauf wurde er über die Waiver-Liste von den Tennessee Titans verpflichtet.

## NFL-Statistiken
| Saison                             | Saison | Spiele | Spiele      | Tackles | Tackles | Tackles | Tackles | Interceptions | Interceptions | Interceptions | Interceptions | Interceptions | Fumbles | Fumbles | Fumbles |
| Jahr                               | Team   | Spiele | als Starter | Gesamt  | Solo    | Ast     | Sacks   | PD            | INT           | Yds           | Lng           | TD            | FF      | FR      | TD      |
| ---------------------------------- | ------ | ------ | ----------- | ------- | ------- | ------- | ------- | ------------- | ------------- | ------------- | ------------- | ------------- | ------- | ------- | ------- |
| 2022                               | MIN    | 16     | 0           | 17      | 11      | 6       | 0,0     | 0             | 0             | 0             | 0             | 0             | 1       | 1       | 0       |
| 2023                               | MIN    | 13     | 0           | 7       | 2       | 5       | 0,0     | 0             | 0             | 0             | 0             | 0             | 0       | 0       | 0       |
| 2024                               | MIN    | 17     | 0           | 6       | 4       | 2       | 0,0     | 0             | 0             | 0             | 0             | 0             | 1       | 0       | 0       |
| Gesamt                             | Gesamt | 46     | 0           | 30      | 17      | 13      | 0,0     | 0             | 0             | 0             | 0             | 0             | 2       | 1       | 0       |
| Quelle: pro-football-reference.com |        |        |             |         |         |         |         |               |               |               |               |               |         |         |         |